# Matilde Camus
Aurora Matilde Gómez Camus (teilweise auch gelistet als Camús; * 26. September 1919 in Santander, Kantabrien; † 28. April 2012 ebenda) war eine spanische Dichterin und Schriftstellerin.

## Leben
Camus war die Tochter von Francisco Gómez Landeras und Matilde Camus del Villar. Ihre Mutter starb knapp einen Monat nach ihrer Geburt und die ältere Haushälterin kümmerte sich um die Pflege des Kindes. Sie besuchte das Colegio de San José und später sieben Jahre lang das Instituto de Santa Clara, wo sie in Sprache und Literatur einen Abschluss erhielt. 1943 heiratete sie in Santander Justo Guisández García und gebar vier Kinder (Justo Francisco, Francisco Javier, Matilde und Miguel Ángel). 1969 begann sie mit Unterstützung ihres ehemaligen Lehrers, Professor Gerardo Diego, mit dem Schreiben. Sie verfasste zahlreiche Biografien und lyrische Texte.
Sie starb nur drei Wochen nach dem Tod ihres Mannes.

## Historische Texte und Biografien
- Vicenta García Miranda, una poetisa extremeña. Spanisch.
- XL Aniversario del Centro de Estudios Montañeses. Spanisch.
- Santander y el Nuevo Mundo. Spanisch.
- Acciones de Guerra en Santander del séptimo ejército (1811–1813). Spanisch.
- Historia del Lugar de Monte. Spanisch.
- Historia de San Román de la Llanilla. Spanisch.
- Orizzonti di Gloria. Spanisch.
- Efemérides del Lugar de Monte I Spanisch.
- Monasterio de San Pedro de Rocas y otras ermitas. Spanisch.
- Historia del Lugar de Cueto I. Spanisch.
- Efemérides del Lugar de Peñacastillo. Spanisch.
- Historia del Lugar de Cueto II. Spanisch.
- Prolegómenos del Cementerio Protestante de Santander y su evolución histórica. Spanisch.
- Efemérides del Lugar de Monte II. Spanisch.
- Mayorazgo de la Casa Mantilla de Fontibre (Reinosa). Spanisch.

## Gedichte
| - Voces, 1969. Spanisch. - Vuelo de estrellas, 1969. Spanisch. - Manantial de amor, 1972. Spanisch. - Bestiario poético, 1973. Spanisch. - Templo del Alba, 1974. Spanisch. - Siempre amor, 1976. Spanisch. - Cancionero de Liébana, 1977. Spanisch. - Corcel en el tiempo, 1979. - Perfiles, 1980. Spanisch. - He seguido tus huellas, 1981. Spanisch. - Testigo de tu marcha, 1981. Spanisch. | - Testimonio, 1982. Spanisch. - La preocupación de Miguel Ángel, 1982. Spanisch. - Tierra de palabras, 1983. Spanisch. - Coral montesino, 1983. Spanisch. - Raíz del recuerdo, 1984. Spanisch. - Cristales como enigmas, 1985. Spanisch. - Sin teclado de fiebre, 1986. Spanisch. - Santander en mi sentir, 1989. Spanisch. - Sin alcanzar la luz, 1989. Spanisch. - El color de mi cristal, 1990. Spanisch. - Tierra de mi Cantabria, 1991. Spanisch. | - Amor dorado, 1993. Spanisch. - Ronda de azules, 1994. Spanisch. - Vuelo de la mente, 1995. Spanisch. - Reflexiones a medianoche, 1996. Spanisch. - Mundo interior, 1997. Spanisch. - Fuerza creativa, 1998. Spanisch. - Clamor del pensamiento, 1999. Spanisch. - Cancionero multicolor, 1999. Spanisch. - La estrellita Giroldina, 1999. Spanisch. - Prisma de emociones, 2000. Spanisch. - Motivos alicantinos. Spanisch. |